# إنجيل توما
إنجيل توما هو أحد أناجيل المسيحية الأولى غير المعترف بها كَنسيًّا الذي يعتقد العديد من الباحثين أنه يسلط الضوء على الروايات الإنجيلية المنقولة مُشافهةً. اكتُشف إنجيل توما بالقرب من نجع حمادي بمصر في ديسمبر 1945م ضمن العديد من المخطوطات التي عُرفت باسم مخطوطات نجع حمادي. يعتقد الباحثون بأن تلك المخطوطات دُفنت بعدما كتب أثناسيوس الأول بابا الإسكندرية رسالةً صارمةً حدّد فيها الكتب المقدسة القانونية وفق المعتقد المسيحي.(1) يعتقد الباحثون أنه كُتب في فترةٍ ما بين سنتي 60-140م.
يحتوي النص الثاني المكتوب باللغة القبطية والذي هو أحد النصوص السبعة التي شملتها المجموعة الثانية من مخطوطات نجع حمادي على 114 مقولة منسوبة ليسوع. نصف تلك المقولات تقريبًا تشبه تلك الموجودة في الإنجيل، فيما يُعتقد أن باقي الأقوال الأخرى قد أضيفت من المعتقدات الغنوصية. يُعتقد أن هذا المخطوط أصله من سوريا حيث كانت معتقدات مسيحيي مار توما قوية.
تقول العبارة الافتتاحية في هذا الإنجيل: «تلك هي الكلمات الخفية التي نطق بها يسوع الحي، وكتبها ديدموس يهوذا توما.» تعني كلمة «ديدموس» في اليونانية القديمة وكلمة «توما» في الآرامية أي «التوأم»، ولكن يُشكّك بعض الباحثين المعاصرين في نسبة هذا الإنجيل إلى توما، ويعتقدون أن كاتبه مجهول.
من المحتمل أن يكون هذا الإنجيل من أعمال المدارس الفكرية في عهد المسيحية الأولى، على الأرجح الغنوصية. يزعم بعض الباحثين وُصِف إنجيل توما بأنه إنجيلٌ غنوصىّ لا يستند إلى حقائقَ قويةٍ على الرغم من العثور عليه ضمن النصوص الغنوصية في نجع حمادي. اشتملت مجموعة مخطوطات نجع حمادي الثانية أيضًا على سفر آخر منسوبٍ إلى توما عُرف باسم سفر توما المزعوم إضافةً إلى سفر أعمال توما. على الرغم من أن إنجيل توما لم يتطرق إلى مسألة ألوهية يسوع بصورةٍ مباشرةٍ إلا أنه أيضًا لم ينْفِها، وبالتالي فهو لا يؤيد ولا يعارض المعتقدات الغنوصية. ففي هذا الإنجيل، عندما يُسأل يسوع عن طبيعته لاهوتية أم ناسوتية، تجاهل يسوع السؤال عادة، وأبقى الأمر غامضًا، وسأل التلاميذ: لماذا لا يرون ما هو صحيح أمامهم، كما في بعض فقرات الأناجيل الكنسية كما في إنجيل يوحنا 12:16، وإنجيل لوقا 18:34.
يختلف إنجيل توما من حيث البنية والأسلوب عن بقية الأناجيل المنتحلة والأناجيل الكنسية الأربعة. على عكس الأناجيل الكنسيّة، لا يتخذ إنجيل توما أسلوب السرد القصصي لحياة يسوع؛ وبدلًا من ذلك، يتألف من أقوالٍ على لسان يسوع، وأحياناً أقوالٌ قائمة بذاتها، وأحيانًا أقوالٌ مُضمّنة في حواراتٍ أو أمثالٍ قصيرة. كما يحتوي النص على إشارةٍ محتملةٍ إلى موت يسوع(2) في المقولة رقم 65، لكنها لاتشير إلى صلبه أو قيامته أو إلى يوم القيامة؛ بل ولا يذكر حتى التصور المسيحي عن طبيعة يسوع. منذ اكتشاف إنجيل توما اعتبره العديد من العلماء دليلًا يدعم وجود ما يسمى بالوثيقة ق، والتي يُعتقد أن لها بنيةً مشابهةً للغاية لهذا الإنجيل حيث يُعتقدُ أنها كانت في صورة مجموعةٍ من أقوال يسوع، ولم تهتم بتدوين أفعاله أو حياته أو موته، وهو ما يسمى بإنجيل المقولات.
ضمّن الأسقف يوسابيوس القيصري إنجيل توما ضمن مجموعة الكتب التي اعتقد بأنها ليست مزعجةً فحسب، بل من خيالات المهرطقين. ومع ذلك ليس من الواضح ما إذا كانت إشارته تلك منسوبة إلى هذا الإنجيل لتوما أم لأحد النصوص الأخرى المنسوبة إلى توما.

## الاكتشاف والنشر

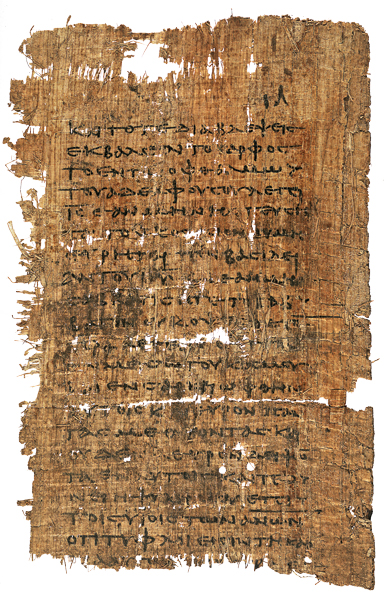
بردية أوكسيرينخوس الأولى

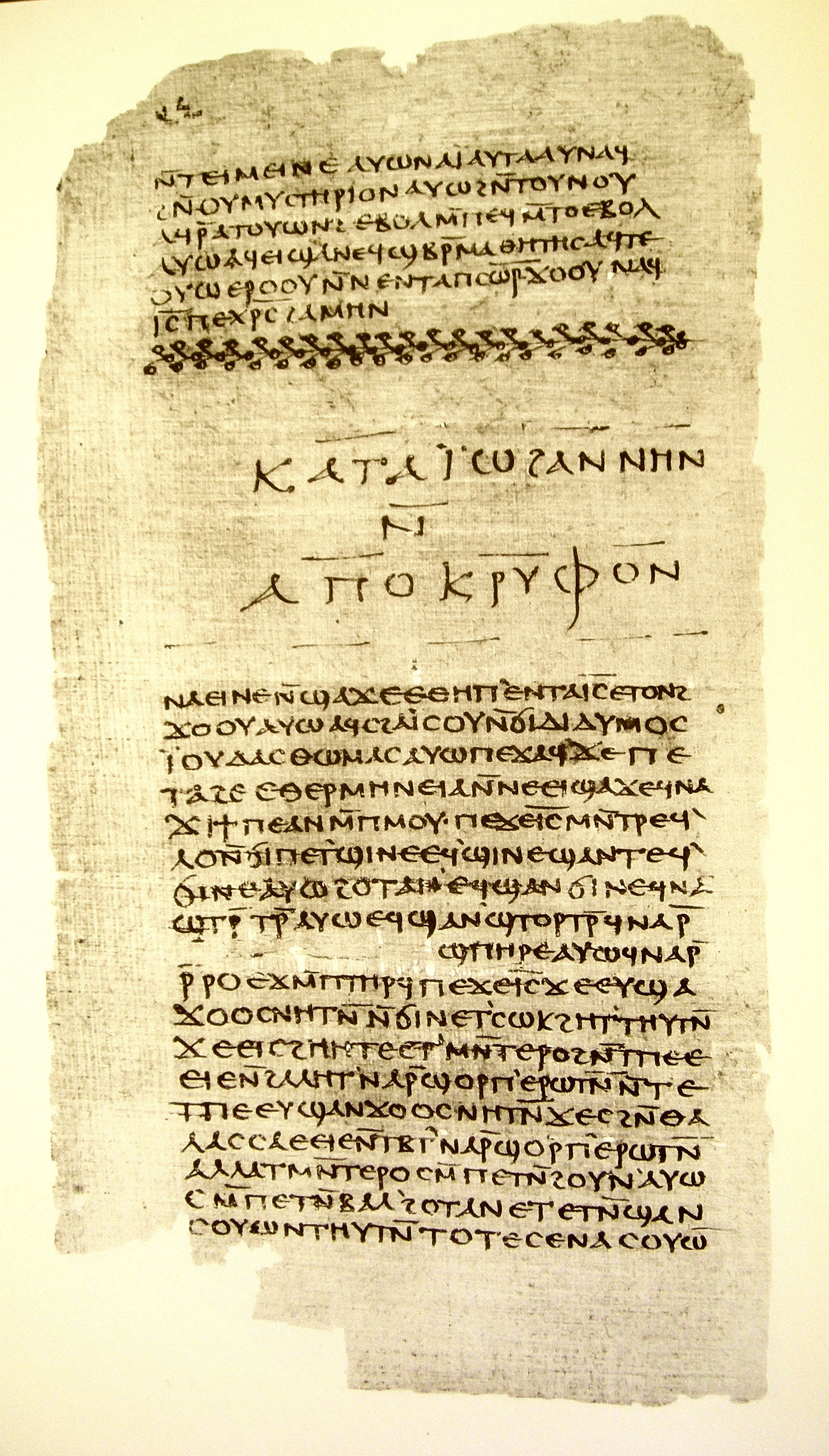
بداية إنجيل توما في مجموعة مخطوطات نجع حمادي الثانية

هناك إجماع بين المؤرخين بأن تاريخ نَسْخ مجموعة مخطوطات نجع حمادي الثانية المكتوبة باللغة القبطية، والتي عُثر عليها سنة 1945م يرجع إلى حوالي سنة 340م. نُشرت الصور الفوتوغرافية لتلك المجموعة للمرة الأولى في سنة 1956م. وبعد ثلاثة أعوام في سنة 1959م، تُرجمت المخطوطة للغة الإنجليزية إلى جانب الأصل القبطي. وفي سنة 1977م، نشر الباحث اللاهوتي جيمس روبنسون أول ترجمة كاملة للإنجليزية لمخطوطات نجع حمادي. ثم تُرجم إنجيل توما مع الشروحات إلى العديد من اللغات. أما المخطوطة القبطية الأصلية التي عُثر عليها في نجع حمادي، فهي محفوظة الآن في المتحف القبطي في القاهرة في قسم المخطوطات.

### بردية أوكسيرينخوس
بعد اكتشاف النص الكامل لإنجيل توما في النسخة القبطية سنة 1945م في نجع حمادي، استدرك العلماء أنهم كانوا قد عثروا على ثلاث قطع من بردية مكتوبة باللغة اليونانية القديمة في أوكسيرينخوس فيما يُعرف ببرديات أوكسيرينخوس أيضًا في مصر كانت أيضًا تحتوي على أجزاء من إنجيل توما. يرجع تاريخ تلك القطع الثلاث من إنجيل توما إلى بين سنتي 130م-250م.
قبل اكتشاف مخطوطات نجع حمادي، كانت مقولات يسوع الموجودة في بردية أوكسيرينخوس تُعرف باسم "Logia Iesu"، وكانت القطع الثلاثة من البردية اليونانية التي اشتملت على أجزاء من إنجيل توما هي:
- القطعة رقم 1 من بردية أوكسيرينخوس، والتي اشتملت على المقولات أرقام 26 إلى 33، مع آخر جملتين من المقولة رقم 77 في النسخة القبطية والموجودين في المقولة رقم 30 في النص اليوناني.
- القطعة رقم 654 من بردية أوكسيرينخوس، واشتملت على المقولات من رقم 1 إلى رقم7، ومن رقم 24 إلى رقم 36،[20]
- القطعة رقم 655 من بردية أوكسيرينخوس، واشتملت على المقولات من رقم 36 إلى رقم 39.[21]

تختلف أحيانًا صيغة المخطوطة القبطية بصورة ملحوظة عن النص اليوناني في بردية أوكسيرينخوس، وبالأخص الجزء الأخير من المقولة رقم 30 في النص اليوناني الذي وُجد في نهاية المقولة رقم 77 في النص القبطي. ربما يُدلُّ ذلك على أن إنجيل توما ربما يكون قد تم تداوله في أكثر من صورة واحدة، ومرّ عبر عدة مراحل من التنقيح.
وعلى الرغم من أنه يُعتقد أن إنجيل توما كُتب بدايةً باليونانية، إلا أنه هناك دلائل على أن نص نجع حمادي القبطي مترجم من اللغة السريانية.

### الدلائل على وجوده
ترجع أقدم الإشارات لوجود إنجيل توما إلى كتابات هيبوليتوس الرومي ق. 222–235م وكتابات أوريجانوس السكندري ق. 233م. كتب هيبوليتوس الرومي في كتابه «دحض كل الهرطقات»:
كانت تلك المقولة متوافقة مع المقولة رقم 4(3) في إنجيل توما، وإن كانت النصوص مختلفة لفظيًا. كما عدّ أوريجانوس إنجيل توما ضمن الأناجيل المهرطقة بالنسبة إليه.
في القرنين الرابع والخامس الميلاديين، كتب العديد من آباء الكنيسة أن إنجيل توما كان محل تقدير كبير من قِبل ماني. في القرن الرابع الميلادي، ذكر كيرلس الأورشليمي إنجيل توما مرتين في كتابه «التعاليم»، فقال: «كتب المانويون أيضًا إنجيل توما الذي اصطبغ بعبق العنوان الإنجيلي ليُفسد الأرواح البسيطة»، وقال: «دعونا لا يقرأ إنجيل توما: لأنه ليس بعمل أحد الرسل الاثني عشر، بل عمل أحد تلاميذ ماني الثلاثة الخبثاء». وفي القرن الخامس الميلادي، ضمّن المرسوم الغاليليوسي الإنجيل المنسوب لتوما الذي يستخدمه المانويين ضمن كتب الهراطقة.

## تاريخ التأليف
ينقسم العلماء عادة في أحد معسكرين رئيسيين: «المعسكر القديم» الذي يعتقد أن تاريخ النص بين سنتي 50-100م، قبل أو مُعاصرًا لكتابة الأناجيل الكنسية؛ و«المعسكر الحديث» الذي يعتقد أن تاريخه يرجع للقرن الثاني الميلادي بعد كتابة الأناجيل الكنسية.

كتب ريتشارد فالانتاسيس الباحث في أدبيات وتاريخ كتابات المسيحية الأولى: 
زعم فالانتاسيس وغيره من العلماء أن صعوبة تحديد زمن كتابة إنجيل توما ترجع إلى كونه جمع لعدد من المقولات دون إطار قصصي، مما يعطي احتمالية إضافتها تدريجيًا عبر الزمن. يعتقد فالانتاسيس أن إنجيل توما كتب بين سنتي 100م-110م، بل وبعض النص أصوله ترجع لزمن الشريحة الأولى التي عاشت بعد يسوع بين سنتي 30م-60م. أما جي. آر. بورتر فأرخ زمن كتابته بنحو سنة 250م.

ويقول روبرت فان فورست أستاذ دراسات العهد الجديد في معهد اللاهوت الغربي في ميشيغان: 

### المعسكر القديم

#### صيغة إنجيل توما
يزعم العالمان ثيسن وميرز أن أسلوب جمع المقولات كان أحد الصيغ القديمة التي كانت تُكتب بها المواد الأدبية التي دارت حول يسوع. بل وجزما بأن النصوص الأخرى التي قامت على أساس جمع المقولات مثل الوثيقة ق والنصوص ذات المقولات المُضمنة مثلما في الإصحاح الرابع من إنجيل مرقص، ابتلعتها نصوص سردية أكبر، ولم تعد قائمة كنصوص مستقلة بذاتها، حيث لم تبق نصوص على هذه الشاكلة الآن. كما يجزم مارفن ماير عالم اللاهوت في جامعة شابمان في كاليفورنيا بأن النصوص التي اعتمدت على جمع المقولات، كانت من خصائص نصوص القرن الأول الميلادي، وأن النصوص التي استخدمت الأمثال دون استعارات مجازية تسبق الأناجيل القانونية زمنيًا. وقد شكك موريس كيسي أستاذ دراسات العهد الجديد والمسيحية الأولى في جامعة نوتنغهام بقوة في المزاعم التي تقول بأن: «المنطق يقول بأن الوثيقة ق وإنجيل توما متزامنان، كما أن سفر الأمثال وتعاليم أمينيموبي متزامنين».

#### استقلاليته عن الأناجيل الإزائية
يزعم ستيفن ل. ديفيز أستاذ دراسات الأديان في جامعة ميزركورديا في بنسلفانيا أن الاستقلالية الظاهرة في ترتيب المقولات في إنجيل توما عن تلك المشابهة لها في الأناجيل الإزائية تُظهر بشكل واضح أن إنجيل توما لم يعتمد على إنجيل آخر يسبقه. كما زعم العديد من المؤلفين أنه على الرغم من أن المقولات في إنجيل توما لها ما يوازيها في الأناجيل الإزائية، إلا أن مقولات توما تبدو أقرب للمصدر. وضرب غيرد ثيسن أستاذ العهد الجديد في جامعة هايدلبرغ وآنيت ميرز الباحثة في اللاهوت في جامعة أوتريخت المقولتين 31 و65 مثلاً على ذلك. كما وافقهم هيلموت كويستر الباحث في العهد الجديد والمسيحية الأولى في مدرسة هارفارد للاهوت في ذلك، وخاصة في حكم وأمثال المقولات 8 و9 و57 و63 و64 و65. وفي الحالات القليلة التي يبدو فيها النص في مقولات إنجيل توما مختلفًا عن الأناجيل الإزائية، رجّح كويستر أن سبب الاختلاف يرجع لتأثير الشخص الذي ترجم النص من اليونانية إلى القبطية.
كما زعم كويستر أن غياب النص السردي في إنجيل توما (كما في الأناجيل القانونية) يجعل من غير المرجح أن يكون الإنجيل «مقتطفًا انتقائيًا من أناجيل العهد الجديد». كما أشار إلى غياب الأقوال الغامضة التي تُعتبر من سمات وثيقة ق لإظهار استقلال توما عن ذلك المصدر.

#### السجال النصي مع إنجيل يوحنا
هناك مزاعم لدى بعض الباحثين بوجود سجال نصي قديم بين مقولات إنجيل توما وإنجيل يوحنا. هذا التشابه دعا هؤلاء الباحثين للاعتقاد بأن مقولات توما تسبق إنجيل يوحنا، وبأن إنجيل يوحنا يرد على معتقدات أتباع توما نقطة بنقطة، سواء بالجدّ أم بالهزل. أشار عدد من علماء العهد الجديد إلى هذه الظاهرة المثيرة للجدل، وخاصة غريغوري ج. رايلي أستاذ العهد الجديد وأصول المسيحية في مدرسة كليرمونت للاهوت وأبريل ديكونيك أستاذة العهد الجديد والمسيحية الأولى في جامعة رايس ومؤرخة الأديان إلين باجلز. وعلى الرغم من اختلافهم في النهج، إلا أنهم زعموا بأن العديد من الآيات في إنجيل يوحنا يمكن تفسيرها كما لو أنها ردود على معتقدات أتباع توما. تقول باجلز، على سبيل المثال، بأن إنجيل يوحنا يشير في موضعين إلى عجز العالم عن إدراك النور الإلهي. وعلى النقيض، تشير العديد من مقولات توما إلى النور الذي بداخلنا.
يعد إنجيل يوحنا الإنجيل القانوني الوحيد الذي يعطي توما دورًا دراماتيكيًا، كما أن توما هو الشخصية الوحيدة في هذا الإنجيل التي وصفها بلفظة apistos (غير المؤمن)، على الرغم من إخفاق العديد من شخصيات إنجيل يوحنا في الارتقاء إلى معتقدات مؤلف هذا الإنجيل الإيمانية. وفيما يخص القصة الشهيرة لتوما المشكك، يُعتقد بأن كاتب إنجيل يوحنا تعمّد تشويه وانتقاص مدرسة كاتب إنجيل توما الفكرية المنافسة. وفي تناقض آخر واضح، يضع إنجيل يوحنا مسألة القيامة الجسدية ليسوع شرطًا لازمًا للإيمان؛ بينما على النقيض، لا يضع إنجيل توما فرقًا كبيرًا بين قيامة الروح أو قيامة الجسد. بالنسبة لإنجيل توما، فإن القيامة حدثً روحانيًا، ينطوي زهد معين. مما يعيد للأذهان قصة «توما المشكك». وعلى كُلٍّ، لا تختلف أفكار توما حول الروح والجسد عن تلك التي تناولها يوحنا في مواضع أخرى. صوّر إنجيل يوحنا توما باعتباره الذي لامس جسديًا يسوع القائم من الموت، وأدخل أصابعه ويديه في جسده، وانتهي بالصراخ. فسرت باجلز ذلك بأن يوحنا تعمّد إحراج توما من أجل الاعتراف بالقيامة الجسدية ليسوع. فكتبت: «... أظهر توما كما لو أنه تخلى عن بحثه عن الحقيقة التجريبية -عدم إيمانه- من أجل الاعتراف بما يراه يوحنا حقيقة...». كان الهدف من تلك الأمثلة، التي استخدمها رايلي وباجلز، هو دعم الحجة القائلة بأن نص توما يجب أن يكون موجودًا قبل كتابة إنجيل يوحنا، وأن مقولات توما كانت ذات أهمية كبيرة بما فيه الكفاية مما جعل يوحنا يشعر بضرورة نسجها في روايته الخاصة.
لا يتفق كريستوفر وسكينر أستاذ العهد الجديد والمسيحية الأولى في جامعة لويولا شيكاغو مع رايلي ودوكونيك وباجلز حول وجود أي سجال نصي بين إنجيلي يوحنا وتوما، قائلاً بأن في إنجيل يوحنا، تعد شخصية توما الرسول بمثابة الغرزة في نسيح أدبي كبير من الشخصيات المساعدة من أجل إدراج كلمات وأفعال يسوع.

#### دور يعقوب البار
زعم الباحث المستقل في الدراسات الكتابية ألبرت هوغتيرب أن المقولة 12(4) في إنجيل توما التي تنسب قيادة المجتمع المسيحي في أورشليم بعد يسوع إلى يعقوب البار بدلاً من بطرس، تتفق مع ما ذكره بولس الطرسوسي في رسالته إلى غلاطية(5) وربما تشير إلى رواية إنجيلية كانت معروفة سنة 70م. سجل مارفن ماير أيضًا شكوكه حول كون يعقوب البار أخو يسوع أحد شخصيات القرن الأول الميلادي البارزة.
في الروايات التالية وأبرزها سفر أعمال توما وسفر توما المزعوم وغيرها، كان يُشار إلى توما بأنه توأم يسوع. ومع ذلك، يحتوي هذا الإنجيل على بعض المقولات مقولات 55 و99 و101(6)، تتعارض مع الأخوة مع يسوع، مما يصعب معها وصف توما أو يعقوب البار بالإخوة، كما قال يوسيفوس فلافيوس في حوليات اليهود. علاوة على ذلك، هناك بعض المقولات وخاصة مقولات 6 و14 و104(7) والمقولة السادسة في بردية أوكسيرينخوس رقم 654 تُظهر تعارض هذا الإنجيل مع الأعراف اليهودية خاصة حول الختان والممارسات الغذائية كما في المقولة 55،(6) وقضايا رئيسية في المجتمع المسيحي اليهودي الأول من حيث قيادة يعقوب البار لهذا المجتمع وفق ما ذكره إنجيل توما في سفر أعمال الرسل 15: 1-35، رسالة إلى أهل غلاطية 2: 1-10.(5)

#### وصف بطرس ومتى
في المقولة 13،(8) وصف إنجيل توما عجز بطرس ومتى عن فهم هوية أو قيمة يسوع الحقيقية. وزعم باترسون أن ذلك يمكن تفسيره كنقد من كاتب إنجيل توما للمدرسة المسيحية التي ينتمي لها كاتب إنجيل متى، وأن «هذا النوع من التنافسية يُرجّح أكثر أنه كان في القرن الأول الميلادي عن بعد ذلك»، حين أصبح كل الرسل من الشخصيات المبجلة.

#### التشابه مع بولس
وفقًا لمارفن ماير، فإن المقولة 17 في إنجيل توما: «قال يسوع: سأعطيكم ما لم تره عينٌ، ولا سمعته أُذنٌ، ولا لمسته يدٌ، ولا صعد من القلب البشري قط.»، تتشابه بشدة مع ما كتبه بولس الطرسوسي في رسالته الأولى إلى أهل كورنثوس(9) والتي هي نفسها إشارة إلى ما جاء في سفر إشعياء(10).

### المعسكر الحديث
يعتقد المعسكر الحديث أن إنجيل توما مكتوب بعد سنة 100م، بالتحديد في منتصف القرن الثاني الميلادي. كما يؤمنون بأنه على الرغم من كتابة النص في منتصف القرن الثاني الميلادي، إلا أنه يحتوي على مقولات أقدم من ذلك التاريخ كالتي تتواجد في أناجيل العهد الجديد، والتي اعتمد توما عليها إلى حد ما، إضافة إلى مقولات أخرى ليس لها نظير في أي نص آخر. بل وذهب ج. ر. بورتر أبعد من ذلك، واعتبر أن هذا الإنجيل مكتوب في منتصف القرن الثالث الميلادي.

#### الاعتماد على العهد الجديد
زعم عدد من العلماء بأن مقولات إنجيل توما تعكس الخلط والتناسق الذ تعتمد عليه الأناجيل القانونية. فعلى سبيل المثال، تُظهر المقولتان 10 و16(11) تناسق منقوص لما جاء في إنجيل لوقا 12: 49، 51-52(12) وإنجيل متى 10: 34-35(13). في هذا المثال، يُعتقد بأن كاتب إنجيل توما استخدم نصوص شفاهية سبقته لإنجيلي لوقا ومتى، وصاغها في صورة أكثر تناسقية. يتفق العالم كرايغ أ. إيفانز أيضًا مع هذا الرأي، وأضاف قائلًا: «أكثر من نصف كتابات العهد الجديد مقتبسة أو متشابهة أو متوحدة مع إنجيل توما... ولا أعلم أي سفر مسيحي قبل سنة 150م يتوافق بهذا القدر مع العهد الجديد».
هناك إدعاء آخر يرجع كتابته بعد الأناجيل القانونية بدعوى أن المقولة 5(14) في الأصل اليوناني في بردية أوكسيرنيخوس 654 استخدمت المفردات التي استخدمها إنجيل لوقا 8: 17،(15) وليس المفردات التي استخدمها إنجيل مرقس 4: 22(16). وفقًا لتلك الفرضية، التي تعتمد على صحة فرضية المصدرين التي تقول بأن كاتب إنجيل لوقا اعتمد على إنجيل مرقس الذي سبقه إضافة إلى الوثيقة ق لكتابة إنجيله، فبذلك يكون كاتب إنجيل توما كتبه بعد إنجيل لوقا زمانيًا، والذي بدوره كُتب بعد إنجيل مرقس المكتوب بين سنتي 60-90م. استخدمت مقولة 31(17) في إنجيل توما في الأصل اليوناني في بردية أوكسيرنيخوس الأولى أيضًا مفردات شبيهة لمفردات إنجيل لوقا، الذي استخدم فيه لوقا 4: 24(18) لفظ dektos التي تعني مقبولًا بدلًا من لفظ atimos التي تعني بلا كرامة الذي جاء في مرقس 6: 4(19). لذا، ترجح تلك الفرضية تأثر كاتب إنجيل توما بالمفردات المميزة للنسخة اليونانية من إنجيل لوقا.
يقول ج. ر. بورتر أن نظرًا لتشابه نحو نصف مقولات إنجيل توما مع الأناجيل الإزائية، فإنه «من المرجح أن مقولات إنجيل توما اختيرت مباشرة من الأناجيل القانونية، وأنها استنسخت بشكل أو بآخر أو تم تعديلها لتناسب النظرة اللاهوتية المميزة للمؤلف». وفقًا لجون ب. ماير، فقد استنتج العلماء في الغالب أن إنجيل توما اعتمد على أو توافق مع الأناجيل الإزائية.

##### الأصل السرياني
زعم عدد من العلماء أن إنجيل توما اعتمد على كتابات سريانية، من بينها نسخ خاصة من الأناجيل القانونية. كما زعموا أن العديد من مقولات إنجيل توما تتشابه مع الترجمات السريانية للأناجيل القانونية أكثر من نظيراتها من الترجمات اليونانية. يقول الباحث كرايغ أ. إيفانز أن المقولة 54(20) في إنجيل توما التي تتحدث عن الفقراء وملكوت السموات، تتشابه إلى حد كبير مع النسخة السريانية لمتى 5: 3(21) أكثر من النسخة اليونانية للآية المشابهة في لوقا 6: 20(22).
أشار كلاين سنودغراس أستاذ دراسات العهد الجديد في مدرسة نورث بارك اللاهوتية في شيكاغو إلى أن المقولتين 65-66(22) في إنجيل توما احتوتا على مثال المستأجرين الأشرار، ويبدو أنه اعتمد على النسخة السريانية من إنجيلي مرقس ولوقا. واستنتج أن إنجيل توما تكوّن مستخلصًا من النسخ المتجانسة للأناجيل السريانية. فإذا كان إنجيل توما هو الأقدم، فسيدعونا ذلك للاعتقاد بأن الكُتّاب والروايات التي اعتمدوا عليها وسّعت المثال في اتجاهات مختلفة، ثم أثناء عملية النقل تقلّص النص إلى الشكل الموجود في الأناجيل السريانية. وعلى الأرجح فإن إنجيل توما ذي الأصل السرياني، اعتمد على روايات الأناجيل القانونية التي تم اختصارها وتنسيقها خلال النقل الشفاهي.
فيما زعم نيكولاس بيرين أستاذ الدراسات الكتابية في كلية ويتون في إلينوي بأن إنجيل توما اعتمد على الإنجيل الرباعي الذي تألف بعد سنة 172م بقليل على يد ططيانوس الآشوري في سوريا. شرح بيرين آلية ترتيب المقولات من خلال محاولة إثبات أن جميع المقولات المتقاربة مترابطة بكلمات دلالية سريانية، بينما تقل الكلمات الدلالية إلى نحو النصف في أزواج المقولات المتقاربة في النسخ القبطية واليونانية. حلّل بيتر ج. ويليامز العضو في كلية اللاهوت في جامعة كامبريدج كلمات بيرين الدلالية السريانية المزعومة، ووجدها غير منطقية. وقال روبرت ف. شدينغر أستاذ الأديان المساعد في معهد لوثر في ديكوراه، آيوا أن محاولات بيرين إعادة بناء النسخة السريانية القديمة لإنجيل توما دون الالتفات إلى اعتماد إنجيل توما على الإنجيل الرباعي، تجعل من منهجية بيرين كالاستدلال الدائري.

##### الافتقار للمواضيع الأخروية
زعم بارت إيرمان المتخصص في النقد النصي للعهد الجديد أن يسوع التاريخي كان مبشّرًا بنهاية العالم، وأن معتقداته حول نهاية العالم موضّحة في الوثائق المسيحية الأولى: إنجيل مرقص ورسائل بولس الأصلية. آمن المسيحيون الأوائل بأن يسوع سيعود قريبًا، وكان لمعتقداتهم صداها في الكتابات المسيحية الأولى. جاء في إنجيل توما أن ملكوت الله موجود بالفعل لأولئك الذين يفهمون الرسالة السرية ليسوع كما في المقولة 113(24)، وافتقر للحديث حول موضوعات نهاية العالم. لهذا السبب، يقول إيرمان، ربما كان إنجيل توما قد أُلّفَ على يد غنوصي في وقت ما في أوائل القرن الثاني الميلادي.
يرى نيكولاس رايت الأسقف الأنجليكاني السابق وأستاذ تاريخ العهد الجديد أيضًا بأن إنجيل توما كُتب في القرن الثاني أو الثالث الميلادي. أرجع رايت سبب اعتقاده ذلك إلى أن الإطار السردي لليهودية والعهد الجديد في القرن الأول الميلادي يختلف اختلافًا جذريًا عن النظرة العالمية التي عبّرت عنها مقولات إنجيل توما، حيث ارتكب إنجيل توما خطأ بتحويل يسوع النبي اليهودي إلى فيلسوف هيليني/ساخر. وكتب رايت في الفصل الذي تناول إنجيل توما في كتابه «العهد الجديد وشعب الله» قائلًا: «تضمن إنجيل توما قصة لها علاقة بشخص يضفي حكمة سرية خفية على أولئك المقربين منه، حتى يتمكنوا من إدراك حقيقة جديدة وحفظها بها. 'أُخبر مسيحيي توما حقيقة أصولهم الإلهية، وأُعطوا كلمات السر التي ستثبت فعاليتها في رحلة العودة إلى وطنهم السماوي'. من الواضح أن هذه هي قصة غير تاريخية للغنوصية... ببساطة من الراجح أن هذا الإنجيل يمثل ترجمة متطرفة، وبالتأكيد تخريبية، لمسيحية القرن الأول الميلادي حولته إلى نوع مختلف تمامًا من الدين، دينًا مشوهًا يختلف عن ذاك الأصلي الذي تمثله الأناجيل الأطول... يعكس إنجيل توما كونًا رمزيًا ورؤية عالمية تختلف اختلافًا جذريًا عن الديانات اليهودية والمسيحية المبكرة.»

## العلاقة مع العهد الجديد

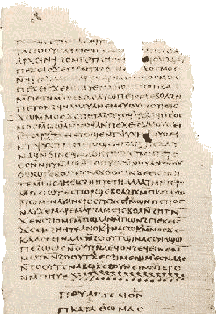
الصفحة الأخيرة من إنجيل توما.

على الرغم من أن الجدل حول قانونية بعض أسفار العهد الجديد، مثل أسفار راعي هرمس ورؤيا يوحنا استمر حتى القرن الرابع الميلادي، إلا أن الأناجيل القانونية الأربعة كانت مقبولة بين المسيحيين الأوائل على الأقل منذ منتصف القرن الثاني الميلادي. اعتمد الإنجيل الرباعي الواسع الانتشار، والذي جمع بين سنتي 160-175 م، على الأناجيل الأربعة دون أي اعتبار لغيرهم. كتب إيرينيئوس في أواخر القرن الثاني الميلادي قائلًا: «ما دام هناك أربع جهات للأرض... فمن المناسب أن يكون للكنيسة أربعة أعمدة... الأناجيل الأربعة»، وبعد ذلك بوقت قصير قام بأول اقتباس معروف من الإنجيل الرابع - النسخة القانونية لإنجيل يوحنا. وفي أواخر القرن الثاني الميلادي، اعترف القانون الموراتوري بالأناجيل السينوبتية الثلاثة وإنجيل يوحنا. كتب عالم الكتاب المقدس بروس متزجر حول تشكيل بنية العهد الجديد، فقال: «على الرغم من تشكيل الشريعة ظل غير مستقر لأجيال، إلا أنه كان هناك درجة عالية من الإجماع فيما يتعلق بالجزء الأكبر من العهد الجديد بين التجمعات المتنوعة والمتناثرة من المؤمنين ليس فقط في جميع أنحاء البحر المتوسط، ولكن أيضًا على مساحة تمتد من بريطانيا إلى بلاد ما بين النهرين».

## العلاقة مع مؤلفات توما
هناك سؤال يطرح نفسه أيضًا حول استخدام الطوائف المختلفة لأعمال أخرى منسوبة إلى توما وعلاقتها بهذا العمل مثل سفر توما المزعوم، الموجود أيضًا في مخطوطات نجع حمادي، وسفر أعمال توما ذي القصص الأسطورية. من المؤكد أنه لا صلة مباشرة لنهاية العالم لتوما بالأناجيل السينوبتية، في حين أن رسالة يهوذا القانونية - إذا كان بالإمكان أخذ الاسم للإشارة إلى يهوذا توما ديديموس - بالتأكيد تشهد على الصراع المسيحي. كما يصعب ربط إنجيل توما بإنجيل الطفولة لتوما، إلا أن سفر أعمال توما يحتوي على ترنيمة اللؤلؤ التي ينعكس محتواها على مزامير توما الموجودة في الأدب المانوي. تحتوي هذه المزامير أيضًا على محتوى مشابه لإنجيل توما.

## الأهمية والتأليف

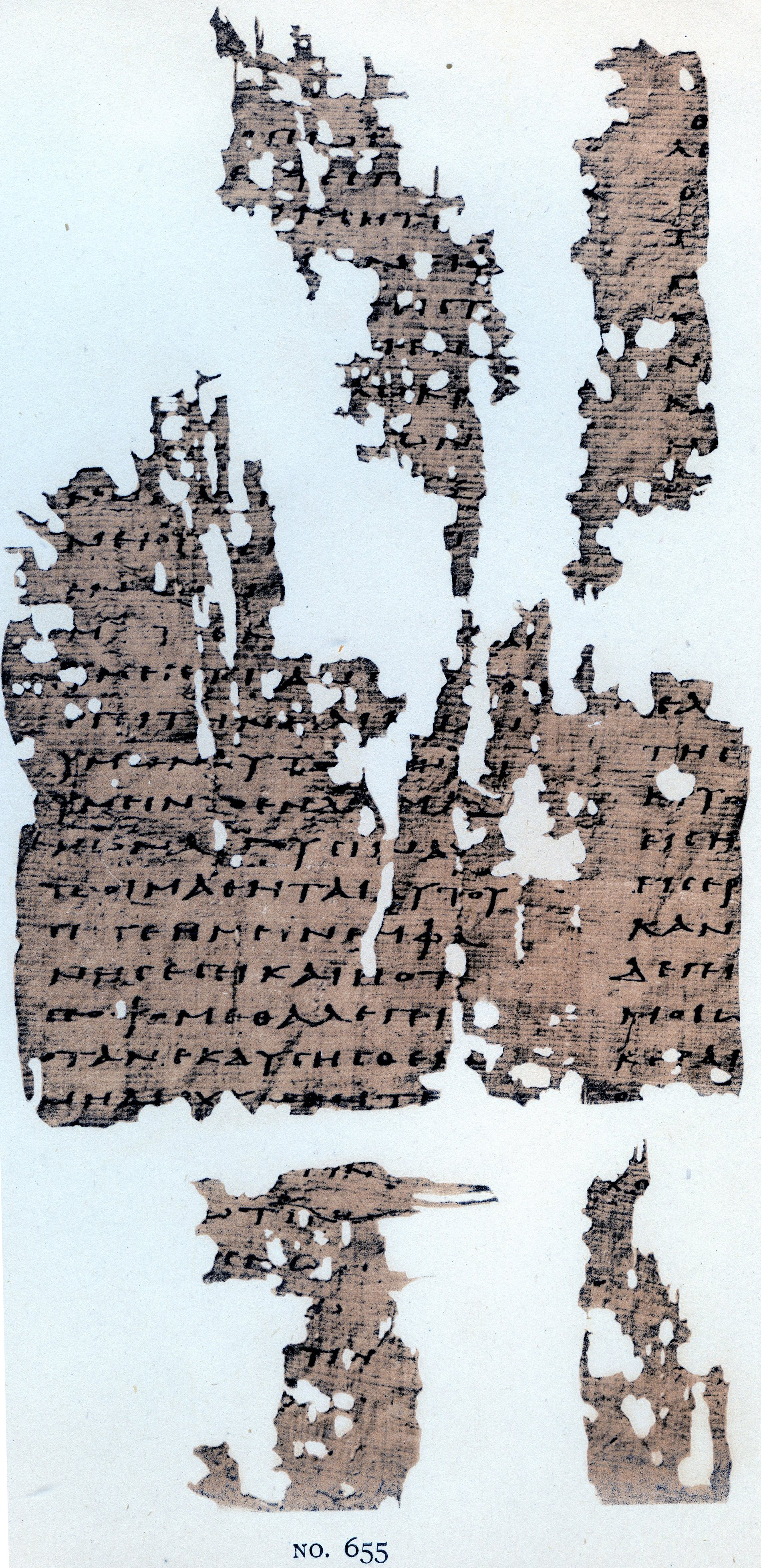
صورة فوتوغرافية لبردية أوكسيرنيخوس رقم 655

يعتبر إنجيل توما واحدًا من أقدم روايات تعاليم يسوع، كما يعتبره بعض العلماء أحد أهم النصوص في فهم المسيحية المبكرة خارج العهد الجديد. من ناحية الإيمان، على الرغم من عدم تقبُّل أي جماعة مسيحية كبرى لهذا الإنجيل كإنجيل قانوني أو موثوق. يعد إنجيل توما أيضًا عمل مهم للباحثين الذين يعملون على الوثيقة ق، التي يُعتقد أنها بحد ذاتها عبارة عن مجموعة من المقولات أو التعاليم التي استند عليها إنجيلا متى ولوقا جزئيًا. على الرغم من أنه لم يتم اكتشاف أي نسخة من الوثيقة ق، إلا أن حقيقة أن إنجيل توما «إنجيل مقولات»، ينظر إليها بعض العلماء على أنها إشارة إلى أن المسيحيين الأوائل كتبوا مجموعات من مقولات يسوع، مما يعزز من فرضية الوثيقة ق.
لا يعتبر العلماء المعاصرون توما مؤلف هذه الوثيقة، فلا يزال المؤلف مجهولًا. أنتج ج. إ. مينارد مؤلف «إنجيل الحقيقة L'Evangile De Verite» ملخصًا للرأي الأكاديمي في منتصف سبعينيات القرن الماضي والذي ذكر أن إنجيل توما ربما كان نصًا متأخرًا جدًا كتبه مؤلف غنوصي، وبالتالي له صلة بسيطة للغاية بدراسة التطور المبكر للمسيحية. أصبحت وجهات النظر العلمية حول الغنوصية وإنجيل توما أكثر دقة وتنوعًا. فيما جادل باترسون براون، على سبيل المثال، بقوة أن الأناجيل القبطية الثلاثة توما وفيليب والحقيقة من الواضح أنها ليست كتابات غنوصية، لأن الثلاثة جميعهم يؤكدون صراحةً الحقيقة الأصلية وقدسية الحياة المتجسدة، والتي تعتبرها الغنوصية بحكم تعريفها وهمًا وشرًا.
في القرن الرابع الميلادي، اعتبر كيرلس الأورشليمي أن مؤلف إنجيل توما هو تلميذ لماني كان اسمه توما. يقول كيرلس:

«كان لماني ثلاثة تلاميذ: توما وبدّاس وهرمس. لا تدع أحد يقرأ إنجيل توما. لأنه ليس واحداً من الرسل الاثني عشر بل واحد من تلاميذ ماني الثلاثة الأشرار.»
يرى العديد من العلماء أن إنجيل توما نصًا غنوصيًا، نظرًا للعثور عليه بين نصوص غنوصية، وأنه يحتوي على موضوعات غنوصية، وربما كانت له رؤيته الغنوصية للعالم. فيما يرفض آخرون هذا التفسير، لأن إنجيل توما يفتقر إلى الأساطير الكاملة للغنوصية التي وصفها إيرينيئوس، ولأن الغنوصيين استخدموا في كثير من الأحيان «مجموعة كبيرة من الكتابات المقدسة من سفر التكوين إلى المزامير، من الأناجيل الإزائية إلى إنجيل يوحنا إلى رسائل بولس».

## يسوع التاريخي
يعتقد بعض العلماء المعاصرين أن إنجيل توما كُتب باستقلالية عن الأناجيل القانونية، وبالتالي فهو دليل جيد للبحث عن يسوع التاريخي. ربما استخدم العلماء أحد أدوات النقد العديدة كالنقد الكتابي ومعيار الإثبات المتعدد للمساعدة في التحقق من موثوقية مقولات يسوع التاريخية. من خلال العثور على مقولات إنجيل توما التي تتشابه مع إنجيل العبرانيين والوثيقة ق وأناجيل مرقص ومتى ولوقا ويوحنا ورسائل بولس، ويظن العلماء أن مثل هذه المقولات تمثل «دلالات متعددة»، وبالتالي من المرجح أنها تخص يسوع التاريخي أكثر من المقولات ذات الدلالات الفردية.

## المقارنة مع الأناجيل الرئيسية
استخلصت هذه المقارنة من كتابات ب. هـ. ثروكمورتون في كتابه الأناجيل المتوازية، ر. و. فينك في كتابه الأناجيل الخمسة إ. ب. نيكولسون في كتابه الإنجيل وفقًا للعبرانيين، ج. ر. إدواردز في كتابه الإنجيل العبري وتطور الروايات السينوبتكية
| العنصر                | متى، مرقص، لوقا                                                                         | يوحنا                                                                            | توما                              | أناجيل نيكولسون/إدواردز العبرية                                          |
| --------------------- | --------------------------------------------------------------------------------------- | -------------------------------------------------------------------------------- | --------------------------------- | ------------------------------------------------------------------------ |
| العهد الجديد          | الموضوع الرئيس للأناجيل - حب الله من كل قلبك وجارك كنفسك                                | الموضوع الرئيس – الحب هو الوصية الجديدة التي جاء بها يسوع                        | المعرفة السرية، حب أصدقائك        | الموضوع الرئيس – أحبوا بعضكم البعض                                       |
| الغفران               | مهم جدًا – خاصة في متى ولوقا                                                             | مفترضة                                                                           | يذكر أن يُغفر لمن يجدّف ضد الثالوث  | مهم جدًا – الغفران موضوع رئيس، يهتم هذا الإنجيل بأدق تفاصيله              |
| صلاة الرب             | في متى ولوقا وليست في مرقص                                                              | غير مذكورة                                                                       | غير مذكورة                        | مهمة – "ماهار" أو "الغد"                                                 |
| الحب والفقراء         | هام جدًا – الشاب الغني                                                                   | مفترض                                                                            | هام                               | هام جدًا – الشاب الغني                                                    |
| يسوع يبدأ كهنوته      | يسوع يلتقي يوحنا المعمدان ويتعمّد في السنة الخامسة عشر لحكم تيبيريوس                     | يسوع يلتقي يوحنا المعمدان، بعد بناء الهيكل الثاني بستة وأربعين سنة (يوحنا 2: 20) | تحدّث فقط عن يوحنا المعمدان        | قابل يسوع يوحنا المعمدان وتعمّد. اهتم هذا الإنجيل بأدق التفاصيل           |
| عدد التلاميذ          | 12                                                                                      | 12                                                                               | غير مذكور                         | 12                                                                       |
| التلاميذ-المقربون     | بطرس وأندراوس ويعقوب بن زبدي ويوحنا بن زبدي                                             | بطرس، وأندراوس، التلميذ المحبوب                                                  | توما ويعقوب البار                 | بطرس، وأندراوس، ويعقوب، ويوحنا                                           |
| تلاميذ المسيح-الآخرون | فيليب، وبارثولماوس، ومتى، وتوما، ويعقوب، وسمعان القانوي، ويهوذا تداوس ويهوذا الإسخريوطي | فيليب، وناثانيال، وتوما، ويهوذا ليس الإسخريوطي، ويهوذا الإسخريوطي                | بطرس ومتى، ومريم، وسالومة         | متى، ويعقوب البار (أخو يسوع)، وسمعان القانوي، وتداوس، ويهوذا الإسخريوطي  |
| المؤلفون المحتملون    | غير معروف؛ مرقس ولوقا                                                                   | التلميذ المحبوب                                                                  | غير معروف                         | متى (أو غير معروف)                                                       |
| رواية الولادة العذرية | ذكرت في متى ولوقا، مرقص فقط أشار إلى أنه له أم                                          | غير مذكور، ولكن ذُكر "الكلمة صار جسدًا" في يوحنا 1:14                              | لم يهتم حيث أنه إنجيل مقولات يسوع | غير مذكور.                                                               |
| تعميد يسوع            | موصوف                                                                                   | مذكور (يوحنا 1: 32-34)                                                           | غير مهتم                          | موصوف بتفصيل                                                             |
| أسلوب الوعظ           | أسطر موجزة؛ أمثال                                                                       | مقالات، تفسيرات نصية                                                             | مقولات، أمثال                     | أسطر موجزة؛ أمثال                                                        |
| السرد القصصي          | أمثال                                                                                   | مجازات لغوية واستعارات                                                           | غنوصية قديمة، عبارات خفية، أمثال  | أمثال                                                                    |
| لاهوت يسوع            | يهودية القرن الأول الميلادي المتحررة.                                                   | نقد للسلطات اليهودية                                                             | غنوصية قديمة                      | يهودية القرن الأول الميلادي                                              |
| المعجزات              | معجزات كثيرة                                                                            | سبع معجزات                                                                       | غير مهتم                          | معجزات قليلة                                                             |
| فترة الخدمة (الكهنوت) | غير مذكورة، محتمل 3 سنوات وفقًا لما جاء في مثال التينة العقيمة (لوقا الإصحاح 13)         | 3 سنوات (أربع أعياد فصح)                                                         | غير مهتم                          | سنة واحدة (عيد فصح واحد)                                                 |
| مكان الخدمة           | غالبًا الجليل                                                                            | غالبًا المقاطعة اليهودية، بالقرب من أورشليم                                       | غير مهتم                          | غالبًا الجليل                                                             |
| وجبة عيد الفصح        | جسد ودم = خبز وخمر                                                                      | قطع الوجبة ليغسل الأقدام                                                         | غير مهتم                          | ذكر الاحتفال بعيد الفصح العبري ولم يهتم بالتفاصيل                        |
| الكفن                 | قطعة واحدة من القماش                                                                    | عدة قطع من القماش                                                                | غير مهتم                          | أُعطي للكاهن الأكبر                                                       |
| القيامة               | مريم والنساء أول من علم بقيامته                                                         | وصف يوحنا رواية مفصلة عن قصة مريم وقيامة يسوع                                    | غير مهتم                          | في إنجيل العبرانيين تتواجد الرواية الوحيدة لظهور يسوع لأخيه يعقوب البار. |

## هوامش
- 1 كانت تلك المخطوطات المعروفة بالأسفار مربوط بعضها ببعض وفق طريقة كانت تعرف بالرباط القبطي، وموضوعة في جرة فخارية. لكنها تضررت على يد مكتشفيها من الفلاحين الذين ألحقوا بالمخطوطات بعض الأضرار بعد أن كسروا الجرة.
- 2 65. قال: كان رجل يملك كرماً أجَّره لبعض الكرَّامين ليستغلوه فيقبض منهم ريعه. أرسل عبده لكي يعطيه الكرَّامون ريعَ الكرم. [لكنـ]ـهم قبضوا على عبده، وضربوه وكادوا أن يقتلوه، وعاد العبد وأخبر سيَّده [بما حصل]. قال سيده: «لعلَّه لم يعرفهم.» أرسل عبداً آخر، فضرب الكرَّامون ذلك الواحد أيضاً. عندئذٍ أرسل السيد ابنه وقال: «لعلهم يتهيَّبون ابني.» لكن الكرَّامين لمَّا علموا أنه كان وارث الكرم، أمسكوا به وقتلوه. مَنْ له أذنان فليسمع.[50]
- 3 4. قال يسوع: الشيخ الطاعن في السن لن يتأخر عن سؤال الطفل ابن السبعة أيام عن مكان الحياة، وذلك الشخص سوف يحيا. فكثيرون من الأوَّلين سيكونون آخرين ويصيرون واحداً.[50]
- 4 12. قال التلاميذ ليسوع: نعلم أنك سوف تغادرنا. فمَنْ سيكون القائد؟ قال لهم يسوع: أينما كنتم، فلتمضوا إلى يعقوب البارّ، مَنْ لأجله صُنِعت السماء والأرض.[50]
- 5 1 ثم بعد أربع عشرة سنة صعدت أيضا إلى أورشليم مع برنابا أخذا معي تيطس أيضًا  ·  2 وإنما صعدت بموجب إعلان وعرضت عليهم الإنجيل الذي أكرز به بين الأمم ولكن بالانفراد على المعتبرين لئلا أكون أسعى أو قد سعيت باطلًا  ·  3 لكن لم يضطر ولا تيطس الذي كان معي وهو يوناني أن يختتن  ·  4 ولكن بسبب الإخوة الكذبة المدخلين خفية الذين دخلوا اختلاسا ليتجسسوا حريتنا التي لنا في المسيح كي يستعبدونا  ·  5 الذين لم نذعن لهم بالخضوع ولا ساعة ليبقى عندكم حق الإنجيل  ·  6 وأما المعتبرون أنهم شيء مهما كانوا لا فرق عندي الله لا يأخذ بوجه إنسان فإن هؤلاء المعتبرين لم يشيروا علي بشيء  ·  7 بل بالعكس إذ رأوا أني أؤتمنت على إنجيل الغرلة كما بطرس على إنجيل الختان  ·  8 فإن الذي عمل في بطرس لرسالة الختان عمل في أيضُا للأمم  ·  9 فإذ علم بالنعمة المعطاة لي يعقوب وصفا ويوحنا المعتبرون أنهم أعمدة أعطوني وبرنابا يمين الشركة لنكون نحن للأمم وأما هم فللختان  ·  10 غير أن نذكر الفقراء وهذا عينه كنت اعتنيت أن أفعله  ·  11 ولكن لما أتى بطرس إلى أنطاكية قاومته مواجهة لأنه كان ملوما  ·  12 لأنه قبلما أتى قوم من عند يعقوب كان يأكل مع الأمم ولكن لما أتوا كان يؤخر ويفرز نفسه خائفا من الذين هم من الختان  ·  13 وراءى معه باقي اليهود أيضًا حتى أن برنابا أيضًا انقاد إلى ريائهم  ·  14 لكن لما رأيت أنهم لا يسلكون باستقامة حسب حق الإنجيل قلت لبطرس قدام الجميع إن كنت وأنت يهودي تعيش أمميا لا يهوديًا فلماذا تلزم الأمم أن يتهودوا[131]
- 6 55. قال يسوع: مَنْ لا يُبغِض أباه وأُمه لا يستطيع أن يكون تلميذي، ومن لا يُبغِض إخوته وأخواته ولا يحمل صليبه كما أفعل لن يكون أهلاً لي.
99.قال له التلاميذ: إخوتك وأمك يقفون خارجاً. قال لهم: الذين يعملون منكم إرادة أبي هم إخوتي وأمي. هم من يدخلون ملكوت أبي.
101. مَنْ لم يُبغِضْ [أباً] وأماً كما أفعل لا يستطيع أن يكون [تلميذ]ي، ومَنْ [لم] يحبب [أباً و] أماً كما أفعل لا يستطيع أن يكون [تلميذ]ي. فإن أمي [...]، لكن [أمي] الحقة وهبتني الحياة.[50]
- 7 6. سأله تلاميذه قائلين: «أتريدنا أن نصوم؟ كيف نصلِّي؟ أيجب علينا أن نتصدَّق؟ وأية حمية نتَّبع؟» قال يسوع: لا تكذبوا، وما تكرهون، لا تفعلوا، لأن كل الأمور مكشوفة أمام السماء. فما من خفيٍّ إلا وينكشف وما من مستور إلا ويُعلَن.
14. قال لهم يسوع: إذا صمتم جلبتم الخطيئة على أنفسكم، وإذا صلَّيتم أُدِنتُم، وإذا تصدَّقتم أذيتُم أرواحكم. حين تضربون في أيِّ أرض وتجوبون الريف، عندما يستقبلكم القوم، كُلوا مما يقدمون لكم واشفوا المرضى بينهم. لأن ما يدخل فمكم لا ينجِّسكم، بل إن ما يخرج من فمكم هو الذي ينجِّسكم.
104. قالوا ليسوع: هيا نصلِّي اليوم ونصوم. قال يسوع: أي خطيئة اقترفت، أو كيف هُزِمت؟ بالحري، عندما يغادر العروس مخدع العرس، دعوا القوم يصومون ويصلون.[50]
- 8 13. قال يسوع لتلاميذه: وازنوا بيني وبين شيء ما وقولوا لي ماذا أشبه. قال له سمعان بطرس: أنت تشبه ملاكاً باراً. قال له متى: أنت تشبه فيلسوفاً حكيماً. وقال له توما: يا معلِّم، إن فمي أعجز من أن يقول ماذا تشبه. قال يسوع: لستُ معلِّمك لأنك شربتَ وسكرت من النبع الفوَّار الذي أرقتُه. ثم أخذه وتنحَّى، وقال له ثلاث كلمات. وعندما عاد توما إلى رفاقه، سألوه: ماذا قال لكَ يسوع؟ أجابهم توما: إذا أخبرتكم بواحدة من الكلمات التي قالها لي، ستتناولون حجارة وترجمونني، فتخرج نار من الحجارة وتُحرِقكم.[50]
- 9 9 بل كما هو مكتوب ما لم تر عين ولم تسمع أذن ولم يخطر على بال إنسان ما أعده الله للذين يحبونه.[132]
- 10 4 ومنذ الأزل لم يسمعوا ولم يصغوا. لم تر عين إلها غيرك يصنع لمن ينتظره.[133]
- 11 10. قال يسوع: ها إني قد أصليت العالم ناراً، وها إني ساهر عليها إلى أن تضطرم.
16. قال يسوع: ربما ظن الناس أني جئت ألقي سلاماً على العالم. إنهم لا يعلمون أني جئت لألقي على الأرض الخلاف: نار، سيف، حرب. فإذا كان في منزل خمسة، فسيكونون ثلاثة ضد اثنين واثنين ضد ثلاثة، أبٌ ضد ابن وابنٌ ضد أب، ووحدهم سيقفون.[50]
- 12 49 «جئت لألقي نارا على الأرض، فماذا أريد لو اضطرمت؟
51 أتظنون أني جئت لأعطي سلاما على الأرض؟ كلا، أقول لكم: بل انقساما.  ·  52 لأنه يكون من الآن خمسة في بيت واحد منقسمين: ثلاثة على اثنين، واثنان على ثلاثة.[134]
- 13 34 «لا تظنوا أني جئت لألقي سلاما على الأرض. ما جئت لألقي سلاما بل سيفا.  ·  35 فإني جئت لأفرق الإنسان ضد أبيه، والابنة ضد أمها، والكنة ضد حماتها.[135]
- 14 5. قال يسوع: اعرفْ ما يواجهك، وما يخفى عليك ينكشف لك. فما من خفيٍّ إلا سينكشف.[50]
- 15 17 لأنه ليس خفي لا يظهر، ولا مكتوم لا يعلم ويعلن.[136]
- 16 22 لأنه ليس شيء خفي لا يظهر، ولا صار مكتوما إلا ليعلن.[137]
- 17 31. قال يسوع: لا يُقبَل نبيٌّ في بلد النبي؛ ولا يشفي طبيب أولئك الذين يعرفون الطبيب.[50]
- 18 24 وقال: «الحق أقول لكم: إنه ليس نبي مقبولا في وطنه.[138]
- 19 4 فقال لهم يسوع: «ليس نبي بلا كرامة إلا في وطنه وبين أقربائه وفي بيته».[139]
- 20 54. قال يسوع: طوبى للفقراء، فإن لكم ملكوت السموات.[50]
- 21 3 «طوبى للمساكين بالروح، لأن لهم ملكوت السماوات.[140]
- 22 20 ورفع عينيه إلى تلاميذه وقال: «طوباكم أيها المساكين، لأن لكم ملكوت الله.[141]
- 23 65. قال: كان رجل يملك كرماً أجَّره لبعض الكرَّامين ليستغلوه فيقبض منهم ريعه. أرسل عبده لكي يعطيه الكرَّامون ريعَ الكرم. [لكنـ]ـهم قبضوا على عبده، وضربوه وكادوا أن يقتلوه، وعاد العبد وأخبر سيَّده [بما حصل]. قال سيده: «لعلَّه لم يعرفهم.» أرسل عبداً آخر، فضرب الكرَّامون ذلك الواحد أيضاً. عندئذٍ أرسل السيد ابنه وقال: «لعلهم يتهيَّبون ابني.» لكن الكرَّامين لمَّا علموا أنه كان وارث الكرم، أمسكوا به وقتلوه. مَنْ له أذنان فليسمع.  ·  66. قال يسوع: أروني الحجر الذي رذله البنَّاؤون: ذلك هو حجر الزاوية.[50]
- 24 113. قال له تلاميذه: متى يأتي الملكوت؟ لن يأتي بترقُّبه. لن يقال: «انظر، هو ذا هنا،» أو «انظروا، هو ذا هناك.» ملكوت الآب بالحري مبسوط على الأرض والناس لا يرونه.[50]

## وصلات خارجية
- إنجيل توما. مع ترجمة معتمدة على قاموس كروم القبطي و القواعد النحوية القبطية لبلوملي. ضمن المشروع المسكوني القبطي نسخة إلكترونية، 1998 (بالإنجليزية).
- المشروع المسكوني القبطي في أرشيف الإنترنت. (بالإنجليزية)
- مجموعة إنجيل توما في الأرشيف الغنوصي. (بالإنجليزية)
- إنجيل توما في الكتابات المسيحية الأولى. (بالإنجليزية)
- مجموعة إنجيل توما تعليقات ومقالات هيو ماكغريغور روس. (بالإنجليزية)
- ترجمة مايكل غروندين من القبطية للإنجليزية لإنجيل توما. (بالإنجليزية)
- لماذا إنجيل توما ليس من الأناجيل القانونية؟ مقال إليكتروني بقلم سيموناس كييلا. (بالإنجليزية)
- إنجيل توما وأصول المسيحية لأندريه غاغنيه (The Montréal Review, ديسمبر 2011) (بالإنجليزية)
- إنجيل توما بقلم ويم فان دين دونغين. (بالإنجليزية)
- إنجيل توما، قائمة بالمراجع. (بالإنجليزية)
- إنجيل القديس توما البسيط (فيلم درامي سريلانكي)